# Middletown (comté du Dauphin, Pennsylvanie)
Pour les articles homonymes, voir Middletown.
Middletown est un borough situé au sud du comté de Dauphin, en Pennsylvanie, aux États-Unis,. En 2010, il comptait une population de 8 901 habitants. Il est incorporé le 19 février 1828.

## Démographie
Lors du recensement de 2010, le borough comptait une population de 8 901 habitants. Elle est estimée, en 2019, à 8 973 habitants.

### Source de la traduction
- (en) Cet article est partiellement ou en totalité issu de l’article de Wikipédia en anglais intitulé « Middletown, Pennsylvania » (voir la liste des auteurs).